# Ceolwulf
Ceolwulf (též Ceolulf nebo Ceolf; † asi 611) byl anglosaský král Wessexu z rodu Cerdikovců
Podle Anglosaské kroniky vládl mezi lety 597–611 Jeho vláda však mohla začít již roku 594.  Anály sv. Neotse mu přisuzují rovněž 14 let vlády. Západosaský genealogický královský seznam mu připisuje 17 let vlády, ale podle současné britské historičky Barbary Yorke je to pravděpodobně omyl.

Británie kolem roku 600

## Život
Král Ceolwulf měl pocházet z královského rodu Wessexů a je považován za syna prince Cuthy (též Cuthwulfa), zabitého roku 584, a vnuka krále Cynrika. Předchozí král Wessexu Ceol měl být jeho bratrem. Měl mít syna jménem Cuthgils. Král Ceolwulf však měl mít i syna jménem Cynegils, stejně jako jeho bratr Ceol, což vedlo středověké písaře k záměně Ceola a Ceolwulfa, jejichž domácké jméno mohlo navíc znít stejně, a sice „Ceol“ nebo „Ceola“.

## Vláda
Na trůn nastoupil po svém bratru Ceolovi (Ceolrikovi). Podle Anglosaské kroniky byl mocným vládcem, který nepřetržitě bojoval a potýkal se buď se svými anglosaskými rivaly, nebo Velšany z Walesu a Cornwallu; kronika též zmiňuje Pikty a Skoty, ale je nepravděpodobné, aby s nimi Ceolwulf bojoval, kvůli velké vzdálenosti. Není známo, že by se Gewisové (Západní Sasové) pohybovali tak daleko na severu až ve Skotsku. Piktové mohli dosáhnout nejjižněji až k Chesteru, ale neexistuje záznam o tom, že by Ceolwulf u Chesteru bojoval. V době jeho vlády ovládali Západní Sasové území současných hrabství Berkshire a Wiltshire, a dále části současných hrabství Somerset a Hampshire. Zmínka o bojích proti podstatně severněji žijícím Piktům a Skotům se tak zřejmě zakládá na záměně se stejnojmenných northumbrijským králem.

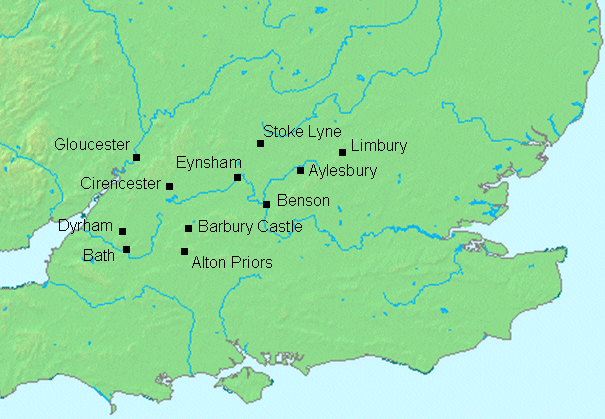
Mapa oblasti ovládané Gewisy (Západními Sasy) kolem roku 600

Ceolwulfova jediná známá bitva proti Jižním Sasům se váže k roku 607, patrně šlo o nadvládu nad ostrovem Wight a jižní části současného hrabství Hampshire. Jutové v jižní Anglii ho patrně uznali jako svého pána. Zřejmě to byl on, kdo zahájil expanzi Wessexu proti britonským a anglosaským populacím na jihu a západě. Měl bojovat také proti mercijskému králi Pybbovi. Patrně za Ceolwulfovy vlády započalo vytváření systému vazalských vazeb v uskupeních zahrnujících Západní Sasy.
Po úmrtí Ceolwulfa v roce 611 ho na trůnu nahradil Cynegils, buď jeho syn, nebo synovec, který k spoluvládě povolal svého syna Cwichelma.